# Miramas
Miramas település Franciaországban, Bouches-du-Rhône megyében, a Provence-Alpes-Côte d’Azur régióban.

## Fekvése
Berreitől északra, Marseille-től 60 km-re északnyugatra a Provence-Alpes-Côte d’Azur régióban fekvő település.

## Története
Miramas nevét a 12. században már említették, de a terület már az őskorban is lakott volt. A sziklás hegytetőn áll Miramas-le-Vieux, ahol a feltárások során 5. századi fazekas edények és egyéb leletek kerültek napvilágra. A római korban egy kis kikötő is állt itt Berrei mellett a jelenlegi régi faluban, (Miramas le vieux). Az új Miramas város 1837-ben, a síkságon alakult ki a régi település alatt forgalmas szállodákkal, éttermekkel és áruházakkal. 
Miramas birtokosai Vicomtes de Marseille, majd Moines de St-Victor és  Abbaye de Montmajour voltak a francia forradalomig. 1590-ben Charles de Savoie csapatai foglalták el, majd lebontották a 12. századi kastélyt és kifosztották a falut.

## Nevezetességek
- Római romok
- Miramas ősi vára, Berrei.
- Saint Julien kápolna
- 200 éves Aleppói fenyő

## Itt születtek, itt éltek
- Meaño Francis (1931. május 21. - 1956. június 26.) - francia labdarúgó, itt kezdte pályafutását az SSMC Miramasnál, majd Stade de Reimsnél.1956. június 21-én autóbalesetben halt meg. A  Miramas színpada is az ő nevét viseli.
- Jean-Luc Fournier - profi futballista, játékos és edző  a SSMC Miramasnál.
- Herve Flores - labdarúgó itt született a városban.
- Bruno Martini - kézilabda kapus, világbajnok a "Barjots"-nál 1995-ben és a "Costauds"-nál 2001-ben.
- Shurik'n rap IAM - énekes Miramasban született, később Marseille-be költözött.
- Sonia Lacen (1983- ) itt született a Miramasban.
- Pierre-François Martin-Laval - komikus színész és rendező a Robin Hood társulattal gyakran időzött a városban.
- Herve Flores - labdarúgó itt született a városban.
- Bruno Martini kézilabda kapus, világbajnok (1995-bena "Barjots" és 2001-ben a "Costauds"-nál játszott.

## Galéria
- Miramas, Szent Julien kápolna
- A 200 éves Aleppói fenyő

1. ↑  Populations de référence 2022